# Anii 340
Secole: Secolul al III-lea - Secolul al IV-lea - Secolul al V-lea
Decenii: Anii 290 Anii 300 Anii 310 Anii 320 Anii 330 - Anii 340 - Anii 350 Anii 360 Anii 370 Anii 380 Anii 390
Ani: 340 | 341 | 342 | 343 | 344 | 345 | 346 | 347 | 348 | 349